# Armorial des évêques de Nevers
- quelques blasons ne sont pas référencés.

Cette page référence par ordre chronologique les armoiries (figures et blasonnements) des évêques de Nevers.

## XIIesiècle
| Figure | Blasonnement, patronyme et période                         |
| ------ | ---------------------------------------------------------- |
|        | (Blasonnement inconnu) Bernard de Saint-Saulge (1160-1177) |
|        | (Blasonnement inconnu) Thibaud (1177-1188)                 |
|        | (Blasonnement inconnu) Jean Ier (1188-1196)                |
|        | (Blasonnement inconnu) Gautier (1196-1201)                 |

## XIIIesiècle
| Figure | Blasonnement, patronyme et période |
| ------ | --- |
|        | Son sceau porte la figure d'un évêque debout, vu de face, mitré, crossé et bénissant avec cette légende : SIGILLUM WILLELMI. NIVERNENSIS EPISCOPI ; au contre-sceau la tête de saint Cyr. Guillaume dit de Saint-Lazare (1201(?)-1221) |
|        | D'or à la croix denchée d'argent. * Il y a là non-respect de la règle de contrariété des couleurs : ces armes sont fautives (argent sur or). De ..., à deux lions Gervais de Châteauneuf (1221-1223)                                   |
|        | (Blasonnement inconnu) Renaud (1223-1230) |
|        | (Blasonnement inconnu) Raoul de Beauvais (1232-1238) |
|        | D'argent à la bande de gueules. Robert Cornu (1240-1252) Henri Cornu (1253-1254), neveu de son prédécesseur. |
|        | (Blasonnement inconnu) Guillaume de Grand-Puy (1254-1260) |
|        | (Blasonnement inconnu) Robert de Marzy (1261-1274) |
|        | (Blasonnement inconnu) Gilles de Château-Renaud (1278-1283) |
|        | D'or à la bande de gueules chargée de trois fleurs de lys d'argent posées dans le sens de la bande. Gilles du Châtelet (1283-1294) |
|        | De gueules, à trois lionceaux contournés et couronnés d'argent. Jean de Savigny (1296-1315) |

## XIVesiècle
| Figure | Blasonnement, patronyme et période |
| ------ | --- |
|        | Blasonnement inconnu Guillaume Beaufils (1315-1319) |
|        | D'or au chevron d'azur chargé de trois fleurs de lys d'argent et accompagné de trois roses de gueules. Pierre Ier Bertrand (1319-1323)                                                                    |
|        | Blasonnement inconnu Pierre Bertrand (1325-1329) |
|        | D'or au chevron d'azur chargé de trois fleurs de lys d'argent et accompagné de trois roses de gueules. Bertrand (1329-1333)                                                                               |
|        | Blasonnement inconnu Jean Mandevillain (alias de Mandeville) (1333-1334) |
|        | D'or au chevron d'azur chargé de trois fleurs de lys d'argent et accompagné de trois roses de gueules. Pierre Bertrand, alias Bertrand du Colombier(1335-1339), neveu de Pierre Ier Bertrand (ci-dessus). |
|        | Blasonnement inconnu Albert Acciajoli |
|        | D'or à trois pointes d'azur. Bertrand II de Fumel (1340-1360) |
|        | De gueules à une croix ancrée d'or., Renaud de Moulins (1360-1361) |
|        | De sable à trois têtes de lion arrachées d'or et lampassées de gueules. Pierre Aycelin de Montaigut (1361-1370)                                                                                           |
|        | De gueules à la bande d'argent. Jean de Neufchâtel (1370-1372) |
|        | Blasonnement inconnu. Pierre de Villiers (1373-1375) |
|        | De sable à deux léopards d'or. Pierre V de Jaucourt-Dinteville (1375-1390) |
|        | Blasonnement inconnu. Maurice de Coulanges (1390-1394) |
|        | Blasonnement inconnu. Philippe Froment (1394-1400) |

## XVesiècle
| Figure | Blasonnement, patronyme et période |
| ------ | --- |
|        | Palé d'azur et d'or, au chef de gueules chargé d'une rose d'argent. Robert de Dangeul (1400-1430) |
|        | Blasonnement inconnu. Pierre de Pougues(1430-1430). |
|        | D'azur à la fasce d'or accompagnée de trois étoiles de même. Le blason de Jean Germain, placé sur une crosse en pal, se voit sculpté au-dessus de sa tombe, restituée en 1780, dans l'ancienne église-cathédrale de Châlon. Un écusson de ce même prélat est conservé au musée lapidaire de Cluny ; il se trouvait sans doute dans l'église abbatiale. Jean Germain (1430-1436) |
|        | D'azur flanché (flanqué en pal ?) d'argent, au sautoir engrêlé de gueules, accompagné en chef et en pointe de deux tours d'or et en flanc de deux lions affrontés de sable. Jean Vivien (1436-1445) |
|        | D'azur à deux girons d'or appointés en chevron, au chef d'argent chargé de trois couronnes ducales de gueules. Jean d'Étampes (1445-1461) |
|        | Palé d'argent et d'azur, au chevron de gueules brochant sur le tout. Pierre VI de Fontenay (1461-1499) |
|        | Écartelé d'or à six billettes de gueules percées du champ posées 2, 2, 2 ; et d'argent au sautoir de gueules chargé de cinq écussons d'or. Ferdinand d'Almeïda (1499-1500) |

## XVIesiècle
| Figure | Blasonnement, patronyme et période |
| ------ | --- |
|        | Ecartelé parti de gueules, au rais d'escaroucle pommeté et fleurdelysé d'or, enté en cœur d'argent, à l'escarboucle de sinople (Clèves), et d'or à la fasce échiquetée d'argent et de gueules de trois traits (La Mark) ; et de France à la bordure componée d'argent et de gueules (Bourgogne-Nevers). Philippe de Clèves (1500-1504) |
|        | D'or au lion d'azur, au chef de gueules. Jean Bohier (1508-1512) |
|        | D'argent au chevron de gueules accompagné de trois anilles de sable. Imbert de la Platière (1512-1519) |
|        | De gueules à la bordure engrelée d'argent, au bâton de sable péri en barre. Jacques d'Albret-Orval (1519-1539) |
|        | De France au bâton de gueules péri en bande. Charles de Bourbon-Vendôme (1540-1548) |
|        | De gueules à l'aigle éployé et couronné d'argent. Jacques-Paul Spifame de Brou (1548-1558) Gilles IV Spifame de Brou Spifame (1559-1578) |
|        | De gueules, à une foi d'argent, surmontée d'un livre ouvert du même. Arnaud Sorbin de Sainte-Foi (1578-1606) |

## XVIIesiècle
| Figure | Blasonnement, patronyme et période |
| ------ | --- |
|        | D'azur à trois chiens courants d'or mis en pal, et une fleur de lys de même en chef. Eustache du Lys de Grenant (1606-1643)                        |
|        | D'azur au chevron d'or accompagné de trois roses d'argent. Eustache de Chéry de Mongazon(1643-1666)                                                |
|        | D'azur au chevron accompagné en chef de deux étoiles et en pointe un rameau de chêne portant trois glands, le tout d'or. Édouard Valot (1667-1705) |

## XVIIIesiècle
| Figure | Blasonnement, patronyme et période |
| ------ | --- |
|        | De gueules à la bande d'or chargée d'un lion de sable, et accompagnée de trois croisettes du second, deux en chef et une en pointe. Édouard II Bargedé (1705-1719) |
|        | D'or au rencontre de cerf de sable. Charles II Fontaine des Montées (1719-1740)                                                                                    |
|        | D'azur, au lion d'or surmonté de trois étoiles de même, à trois fasces de gueules brochant sur le tout. Guillaume IV d'Hugues (1741-1751)                          |
|        | D'azur au dextrochère tenant trois rameaux de saule, le tout d'or. Jean-Antoine Tinseau (1751-1782)                                                                |
|        | D'azur au cerf élancé d'or. Pierre VII de Séguiran (1783-1789) |
|        | D'azur au sautoir d'argent cantonné de quatre têtes de léopard d'or. Louis-Jérôme de Suffren de Saint-Tropez (1789-1791)                                           |
|        | Blasonnement inconnu. Guillaume Tollet (1791-1792) |

## XIXesiècle
| Figure | Blasonnement, patronyme et période |
| ------ | --- |
|        | De gueules à la croix alésée d'argent, au chef cousu d'azur chargé de deux colombes essorantes du second. Jean-Baptiste-François-Nicolas Millaux (1823-1829) |
|        | Écartelé d'azur à la tour d'argent, et de gueules à la licorne saillante du second. Charles III de Douhet d'Auzers (1829-1834) |
|        | D'azur à l'ancre d'argent, au chef cousu de gueules, chargé de trois croisettes patées du second. Paul Naudo (1834-1843) |
|        | D'azur au lévrier d'argent courant sur le globe du monde de même, et tenant dans sa gueule un flambeau de sable allumé de gueules, au chef cousu de gueules, chargé de trois étoiles du second. Dominique-Augustin Dufêtre (1843-1860)                                                                                                   |
|        | Écartelé : au 1er de gueules au lion d'or, au 2d coupé d'azur à dix losanges d'argent rangés 5 et 5, et d'azur, au lion léopardé d'argent ; au 3e d'argent à cinq losanges d'azur en bande ; et au 4e d'argent à deux épées de gueules en sautoir. Théodore-Augustin Forcade (1860-1873)                                                 |
|        | Écartelé : au 1er d'argent au lion de gueules ; au 2d d'azur à trois larmes d'argent ; au 3e d'azur à trois fasces ondées d'argent ; et au 4e d'argent à la merlette de sable. Thomas-Casimir-François de Ladoue (1873-1877) |
|        | De gueules à l'agneau pascal d'argent au nimbe crucifère, tenant à dextre une croix haute d'or à laquelle est suspendue une oriflamme du second émail chargée d'un Sacré-Cœur de gueules rayonnant du même et surmonté d'une croix de sable; au canton d'or chargé d'une marguerite au naturel Étienne-Antoine-Alfred Lelong (1877-1903) |

## XXesiècle
| Figure | Blasonnement, patronyme et période                            |
| ------ | ------------------------------------------------------------- |
|        | Blasonnement inconnu. François-Léon Gauthey (1906-1910)       |
|        | Blasonnement inconnu. Pierre VIII Chatelus (1910-1932)        |
|        | Blasonnement inconnu. Patrice Flynn (1932-1963)               |
|        | Blasonnement inconnu. Michel-Louis Vial (1963-1966)           |
|        | Blasonnement inconnu. Jean-François-Marie Streiff (1966-1987) |
|        | Blasonnement inconnu. Michel Moutel (1988-1997)               |
|        | Blasonnement inconnu. Francis Deniau (1998-2011)              |

## XXIesiècle
| Figure | Blasonnement, patronyme et période                                        |
| ------ | ------------------------------------------------------------------------- |
|        | D'argent à trois bandes d'azur. Thierry Brac de La Perrière (2011 - 2023) |